# Fabronia schensiana
Fabronia schensiana là một loài Rêu trong họ Fabroniaceae. Loài này được Müll. Hal. mô tả khoa học đầu tiên năm 1897.